# エスペラントにおける日本語の転写
エスペラントにおける日本語の転写（エスペラントにおけるにほんごのてんしゃ）では、エスペラントアルファベットでの日本語の転写を説明する。エスペランティストは、ヘボン式ローマ字や訓令式ローマ字など、非エスペラントの転写をよく使用する。しかし、エスペラントアルファベットへの転写は、日本語を話さないエスペランティストが日本語を正しく発音できるために必要不可欠である。 

## 概要
日本語のラテンアルファベットへの転写方法は、よく知られたものとしてヘボン式と訓令式の2つが存在する。ただし、エスペラントアルファベットへの転写は、公式なものとしては存在しない。このページでは、非公式の転写方法の1つを紹介する。 

## 転写方法
日本で出版されたエスペラントに関するほとんどの本では、転写のための表が提供されている。 2012年、藤巻謙一の著書『まるごとエスペラント文法 改訂版』では転写の方法の1つが説明されている。その他に、1923年の石黒修の著書『初等エスペラント教科書』でも転写方法の説明がなされているが、読む事が可能な彼の作品のデジタルコピーがほとんど存在しないため、この記事には含まれていない。 

### 二重子音
記号「っ」/「ッ」（小さな「つ」[tsu]）は実際には転写されないが、代わりに、次の子音を二重にすることによって示される。 例：Sapporo（札幌）。 
ヘボン式に従う場合： 
- c → tc（ts → tts）
- ĉ → tĉ（ch → tch）
- ŝ → sŝ（sh → ssh）

訓令式に従う場合： 
- c → cc（t → tt）
- ĉ → ĉĉ（ty → tty）
- ŝ → ŝŝ（sy → ssy）

### 長母音
これらは、「とうきょう（東京）」という単語を書き写す様々な方法である。 
- Tōkjō : マクロンで示す。
- Tokjo : 表示なし。
- Tôkjô : サーカムフレックスで示す。
- Toukjou またはToŭkjoŭ : oの長音を ou で、uの長音を ŭ で示す。
- Tookjoo: 母音を二重にすることで示す。

### 二重母音
エスペラントへの転写では、母音 i が j に、u が ŭ に変更される。 
- ai → aj
- ei → ej
- oi → oj
- ui → uj
- au → aŭ
- eu → eŭ
- ou → oŭ
- ue → ŭe

### 子音
単語内の「ん」（n）の後に「じ」（ji）がある場合は、 nĝi [nʤi] と書く必要がある。それ以外の場合は、 ĵ または ĝ を使用できる。
- "Ĝiŝin"（地震）
- "Buridĝi"（ブリッジ）
- "Kanĝi"（漢字）
- "Fuĵi-san"（富士山）

音節「ず/づ」が単語の先頭で使用にある場合、ほとんどの場合修正ヘボン式に従い、dzuとして転写される。しかし、音節が単語内のどこかにある場合、ほとんどが zuと表記される。 
- Kazu（数）
- Manazuru（真鶴）
- Dzuke（づけ）
- Dzumen（図面）

### 無声母音
一般に、一部の母音はまったく発音されない場合がある。 これは、日本語の日常会話ではごく一般的なことである
- Shita → Ŝta（した）
- Desu → Des（です）

| あ ア a  | い イ i           | う ウ u            | え エ e  | お オ o  | や ヤ ja              | ユ ゆ ju              | よ ヨ jo              |
| -------- | ----------------- | ------------------ | -------- | -------- | --------------------- | --------------------- | --------------------- |
|          |                   |                    |          |          |                       |                       |                       |
| か カ ka | き キ ki          | く ク ku           | け ケ ke | こ コ ko | きゃ キャ kja         | きゅ キュ kju         | きょ キョ kjo         |
| さ サ sa | し シ ŝi          | す ス su           | せ セ se | そ ソ so | しゃ シャ ŝa          | しゅ シュ ŝu          | しょ ショ ŝo          |
| た タ ta | ち チ ĉi          | つ ツ cu           | て テ te | と ト to | ちゃ チャ ĉa          | ちゅ チュ ĉu          | ちょ チョ ĉo          |
| な ナ na | に ニ ni          | ぬ ヌ nu           | ね ネ ne | の ノ no | にゃ ニャ nja         | にゅ ニュ nju         | にょ ニョ njo         |
| は ハ ha | ひ ヒ hi          | ふ フ fu           | へ ヘ he | ほ ホ ho | ひゃ ヒャ hja         | ひゅ ヒュ hju         | ひょ ヒョ hjo         |
| ま マ ma | み ミ mi          | む ム mu           | め メ me | も モ mo | みゃ ミャ mja         | みゅ ミュ mju         | みょ ミョ mjo         |
| ら ラ ra | り リ ri          | る ル ru           | れ レ re | ろ ロ ro | りゃ リャ rja         | りゅ リュ rju         | りょ リョ rjo         |
| わ ワ ŭa | ゐ ヰ ŭi          |                    | ゑ ヱ ŭe | を ヲ ŭo |                       |                       |                       |
|          |                   |                    |          | ん ン n  |                       |                       |                       |
|          |                   |                    |          |          |                       |                       |                       |
| が ガ ga | ぎ ギ gi          | ぐ グ gu           | げ ゲ ge | ご ゴ go | ぎゃ ギャ gja         | ぎゅ ギュ gju         | ぎょ ギョ gjo         |
| ざ ザ za | じ ジ ĝi / ĵi     | ず ズ zu / dzu     | ぜ ゼ ze | ぞ ゾ zo | じゃ ジャ ĝa / ĵa     | じゅ ジュ ĝu / ĵu     | じょ ジョ ĝo / ĵo     |
| だ ダ da | ぢ ヂ (ĝi) / (ĵi) | づ ヅ (zu) / (dzu) | で デ de | ど ド do | ぢゃ ヂャ (ĝa) / (ĵa) | ぢゅ ヂュ (ĝu) / (ĵu) | ぢょ ヂョ (ĝo) / (ĵo) |
| ば バ ba | び ビ bi          | ぶ ブ bu           | べ ベ be | ぼ ボ bo | びゃ ビャ bja         | びゅ ビュ bju         | びょ ビョ bjo         |
| ぱ パ pa | ぴ ピ pi          | ぷ プ pu           | ぺ ペ pe | ぽ ポ po | ぴゃ ピャ pja         | ぴゅ ピュ pju         | ぴょ ピョ pjo         |

|         |         |          | イェ je      |         |
|         | ウィ ŭi |          | ウェ ŭe      | ウォ ŭo |
| ヴァ va | ヴィ vi | ヴ vu    | ヴェ ve      | ヴォ vo |
|         |         |          | シェ ŝe      |         |
|         |         |          | ジェ ĝe / ĵe |         |
|         |         |          | チェ ĉe      |         |
|         | ティ ti | トゥ tu  |              |         |
|         |         | テュ tju |              |         |
|         | ディ di | ドゥ du  |              |         |
|         |         | デュ dju |              |         |
| ツァ ca | ツィ ci |          | ツェ ce      | ツォ co |
| ファ fa | フィ fi |          | フェ fe      | フォ fo |
|         |         | フュ fju |              |         |

赤い文字は、現代の日本語で使用されないかなを示す。

## 参照
1. ↑  藤巻謙一『まるごとエスペラント文法　= Manpleno da Esperanta gramatiko : 新装版』（改訂版）日本エスペラント協会、2012年、94頁。ISBN 978-4-88887-072-6。
2. ↑  石黒修『初等エスペラント教科書』世界思潮研究會、東京、1923年1月1日、10-11頁。
3. ↑  Teshigawara, Mihoko (2002). “Vowel Devoicing in Tokyo Japanese”. Proceedings of the North West Linguistics Conference 2002:  49-65.